# Aljaksandra Sasnovičová
Aljaksandra Sasnovičová (bělorusky: Аляксандра Аляксандраўна Сасновіч, Aljaksandra Aljaksandrajna Sasnovič, * 22. března 1994 Minsk) je běloruská profesionální tenistka. Ve své dosavadní kariéře na okruhu WTA Tour nevyhrála žádný turnaj. V rámci okruhu ITF získala jedenáct titulů ve dvouhře a sedm ve čtyřhře.
Na žebříčku WTA byla ve dvouhře nejvýše klasifikována v září 2022 na 29. místě a ve čtyřhře v srpnu 2021 na 39. místě. Trénuje ji Dzmitrij Klimenko. Dříve tuto roli plnili Igor Světlakov a bývalý sovětský tenista Vladimir Volčkov.
V běloruském fedcupovém týmu debutovala v roce 2012 baráží 2. světové skupiny proti Švýcarsku, v níž prohrála obě dvouhry a v páru s Lebeševovou také čtyřhru. Bělorusky tak po porážce 1:4 na zápasy sestoupily. Do roku 2024 v soutěži nastoupila k dvaceti třem mezistátním utkáním s bilancí 17–13 ve dvouhře a 8–3 ve čtyřhře.

## Tenisová kariéra
První ženský turnaj na okruhu ITF odehrála v roce 2009 v rodném Minsku.
Premiérovou událostí na okruhu WTA Tour v hlavní soutěži se stala grandslamová dvouhra na zářijovém US Open 2014, kde zvládla tři kvalifikační kola. V posledním z nich zdolala Marii Sanchezovou. Na úvod hlavního turnaje vyřadila Slovenku Annu Karolínu Schmiedlovou, aby ve druhé fázi podlehla desáté nasazené Caroline Wozniacké. Bodový zisk jí zajistil premiérový průnik do elitní světové stovky žebříčku WTA, když se 8. září 2014 posunula ze 120. na 97. příčku.

## Finále na okruhu WTA Tour
| Legenda                                      |
| -------------------------------------------- |
| D – dvouhra; Č – čtyřhra                     |
| Grand Slam (0)                               |
| Turnaj mistryň (0)                           |
| Premier Mandatory & Premier 5 / WTA 1000 (0) |
| Premier / WTA 500 (0–1 D)                    |
| International / WTA 250 (0–4 D; 0–1 Č)       |

### Dvouhra: 5 (0–5)
| Stav       | č. | datum         | turnaj                   | kategorie     | povrch | soupeřka ve finále    | výsledek      |
| ---------- | -- | ------------- | ------------------------ | ------------- | ------ | --------------------- | ------------- |
| Finalistka | 1. | září 2015     | Soul, Jižní Korea        | International | tvrdý  | Irina-Camelia Beguová | 3–6, 1–6      |
| Finalistka | 2. | leden 2018    | Brisbane, Austrálie      | Premier       | tvrdý  | Elina Svitolinová     | 2–6, 1–6      |
| Finalistka | 3. | leden 2022    | Melbourne, Austrálie     | WTA 250       | tvrdý  | Amanda Anisimovová    | 5–7, 6–1, 4–6 |
| Finalistka | 4. | srpen 2022    | Cleveland, Spojené státy | WTA 250       | tvrdý  | Ljudmila Samsonovová  | 1–6, 3–6      |
| Finalistka | 5. | červenec 2024 | Budapešť, Maďarsko       | WTA 250       | antuka | Diana Šnajderová      | 4–6, 4–6      |

### Čtyřhra: 1 (0–1)
| Stav       | č. | datum          | turnaj         | kategorie | povrch | spoluhráčka         | soupeřky ve finále              | výsledek         |
| ---------- | -- | -------------- | -------------- | --------- | ------ | ------------------- | ------------------------------- | ---------------- |
| Finalistka | 1. | 15. října 2023 | Hongkong, Čína | WTA 250   | tvrdý  | Oxana Kalašnikovová | Cchao Ťia-i Tchang Čchien-chuej | 5–7, 6–1, [9–11] |

## Finále série WTA 125
| Legenda                  |
| ------------------------ |
| D – dvouhra; Č – čtyřhra |
| WTA 125 (0–1 D)          |

### Dvouhra: 1 (0–1)
| Stav       | č. | datum             | turnaj           | povrch    | soupeřka ve finále       | výsledek |
| ---------- | -- | ----------------- | ---------------- | --------- | ------------------------ | -------- |
| Finalistka | 1. | 22. prosince 2019 | Limoges, Francie | tvrdý (h) | Jekatěrina Alexandrovová | 1–6, 3–6 |

## Finále na okruhu ITF
| 100 000 $ tournaments |
| 75 000 $ tournaments  |
| 50 000 $ tournaments  |
| 25 000 $ tournaments  |
| 15 000 $ tournaments  |
| 10 000 $ tournaments  |

### Dvouhra: 11 (11–0)
| Stav    | č.  | datum             | turnaj            | povrch    | soupeřka ve finále    | výsledek      |
| ------- | --- | ----------------- | ----------------- | --------- | --------------------- | ------------- |
| Vítězka | 1.  | 10. října 2011    | Cagliari, Itálie  | antuka    | Anne Schäferová       | 6–4, 6–3      |
| Vítězka | 2.  | 9. dubna 2012     | Pomezia, Itálie   | antuka    | Ioana Raluca Olaruová | 0–6, 6–1, 6–1 |
| Vítězka | 3.  | 27. srpna 2012    | Petrohrad, Rusko  | antuka    | Polina Vinogradovová  | 1–6, 6–3, 6–0 |
| Vítězka | 4.  | 5. listopadu 2012 | Minsk, Bělorusko  | tvrdý (h) | Ljudmyla Kičenoková   | 6–0, 7–6(7–4) |
| Vítězka | 5.  | 4. března 2013    | Netanja, Izrael   | tvrdý     | Amandine Hesseová     | 6–2, 7–5      |
| Vítězka | 6.  | 11. března 2013   | Netanja, Izrael   | tvrdý     | Polina Vinogradovová  | 6–3, 3–6, 6–4 |
| Vítězka | 7.  | 25. března 2013   | Tallinn, Estonsko | tvrdý (h) | Nadija Kičenoková     | 7–6(7–3), 6–2 |
| Vítězka | 8.  | 21. října 2013    | Poitiers, Francie | tvrdý (h) | Sofia Arvidssonová    | 6–1, 5–7, 6–4 |
| Vítězka | 9.  | 28. října 2013    | Nantes, Francie   | tvrdý (h) | Magda Linetteová      | 4–6, 6–4, 6–2 |
| Vítězka | 10. | 17. února 2014    | Moskva, Rusko     | tvrdý (h) | Anett Kontaveitová    | 6–3, 6–2      |
| Vítězka | 11. | 2. června 2014    | Brescia, Itálie   | antuka    | Renata Voráčová       | 6–4, 6–1      |

### Čtyřhra: 9 (7–2)
| Stav       | č. | datum              | turnaj                         | povrch    | spoluhráčka              | soupeřky ve finále                         | výsledek              |
| ---------- | -- | ------------------ | ------------------------------ | --------- | ------------------------ | ------------------------------------------ | --------------------- |
| Vítězka    | 1. | 20. února 2012     | Tallinn, Estonsko              | tvrdý (h) | Lou Brouleau             | Olga Kaljažná Jaimy-Gayle van de Walová    | 6–3, 6–2              |
| Finalistka | 1. | 29. října 2012     | Barnstaple, Spojené království | tvrdý (h) | Diāna Marcinkēvičová     | Akgul Amanmuradovová Vesna Doloncová       | 3–6, 1–6              |
| Vítězka    | 2. | 5. listopadu 2012  | Minsk, Bělorusko               | tvrdý (h) | Jekatěrina Dzegalevičová | Ljudmyla Kičenoková Nadija Kičenoková      | 1–6, 6–2, [10–3]      |
| Finalistka | 2. | 28. ledna 2013     | Ejlat, Izrael                  | tvrdý     | Corinna Dentoniová       | Alla Kudrjavcevová Elina Svitolinová       | 1–6, 3–6              |
| Vítězka    | 3. | 4. března 2013     | Netanja, Izrael                | tvrdý     | Polina Lejkinová         | Natela Dzalamidzeová Aminat Kušchovová     | 2–6, 7–6(7–4), [10–8] |
| Vítězka    | 4. | 11. března 2013    | Netanja, Izrael                | tvrdý     | Polina Monovová          | Lu Ťia-ťing Lu Ťia-siang                   | 6–1, 6–2              |
| Vítězka    | 5. | 22. dubna 2013     | Chiasso, Švýcarsko             | antuka    | Diāna Marcinkēvičová     | Nicole Clericová Giulia Gatto-Monticoneová | 6–7(2–7), 6–4, [10–7] |
| Vítězka    | 6. | 11. listopadu 2013 | Minsk, Bělorusko               | tvrdý (h) | Ilona Kremenová          | Anna Danilinová Olga Dorošinová            | 7–6(7–3), 6–0         |
| Vítězka    | 7. | 23. února 2015     | Petrohrad, Rusko               | tvrdý (h) | Viktorija Golubicová     | Stéphanie Foretzová Ana Vrljićová          | 6–4, 7–5              |

## Finále soutěží družstev: 1 (0–1)
| Stav       | Č. | datum                  | soutěž                   | povrch    | spoluhráčky                                       | finalistky                                                             | výsledek |
| ---------- | -- | ---------------------- | ------------------------ | --------- | ------------------------------------------------- | ---------------------------------------------------------------------- | -------- |
| Finalistka | 1. | 11.–12. listopadu 2017 | Fed Cup Minsk, Bělorusko | tvrdý (h) | Aryna Sabalenková Věra Lapková Lidzija Marozavová | Coco Vandewegheová Sloane Stephensová Shelby Rogersová Alison Riskeová | 2–3      |